# Hans-Georg Aschoff
Hans-Georg Aschoff (* 17. Oktober 1947 in Duderstadt) ist ein deutscher Historiker.

## Leben
Aschoff studierte Geschichte, Anglistik, Philosophie und Pädagogik an den Universitäten Hannover und Clinton, New York. 1971 legte er sein Staatsexamen ab. 1974 erfolgte seine Promotion in Hannover, 1986 die Habilitation. Seit 1972 ist er am Historischen Seminar der Universität Hannover tätig, seit 1994 als Hochschuldozent für Neuere Geschichte und Kirchengeschichte. Er hält eine außerplanmäßige Professur.
Von 1998 bis 2000 war er geschäftsführender Direktor des Historischen Seminars. Er ist Vertrauensdozent der Begabtenförderung der Konrad-Adenauer-Stiftung und war im Jahr 2000 Gastprofessor an der University of Nebraska-Lincoln (USA).

## Forschungsschwerpunkte
Aschoffs Forschungsschwerpunkte sind die neuzeitliche Kirchengeschichte, insbesondere die Geschichte konfessioneller Minderheiten, staatskirchenrechtliche Problematiken, Parteiengeschichte, insbesondere konservative und christliche Parteien sowie die Landesgeschichte der Neuzeit.

## Veröffentlichungen (Auswahl)
- Das Verhältnis von Staat und katholischer Kirche im Königreich Hannover (1813–1866) (= Quellen und Darstellungen zur Geschichte Niedersachsens. Bd. 86). Lax, Hildesheim 1976.
- Um des Menschen willen. Die Entwicklung der katholischen Kirche in der Region Hannover. Bernward, Hildesheim 1983.
- Welfische Bewegung und politischer Katholizismus 1866–1918. Die Deutschhannoversche Partei und das Zentrum in der Provinz Hannover während des Kaiserreiches (= Beiträge zur Geschichte des Parlamentarismus und der politischen Parteien. Bd. 83). Droste, Düsseldorf 1987.
- Kirchenfürst im Kaiserreich. Georg Kardinal Kopp. Bernward, Hildesheim 1987.
- Rechtsstaatlichkeit und Emanzipation. Das politische Wirken Ludwig Windthorsts (= Emsland, Bentheim. Bd. 5). Emsländische Landschaft für die Landkreise Emsland und Grafschaft Bentheim, Sögel 1988.
- Ludwig Windthorst. Ein christlicher Politiker in einer Zeit des Umbruchs. Niedersächsische Landeszentrale für Politische Bildung, Hannover 1991.
- Die Welfen. Von der Reformation bis 1918. Kohlhammer, Stuttgart 2010.
- Das Bistum Hildesheim zwischen Reformation und Säkularisation. Schnell & Steiner, Regensburg 2022.